# Parastichtis erythema
Parastichtis erythema là một loài bướm đêm trong họ Noctuidae.